# پیتر بلانت
پیتر بلانت (انگلیسی: Peter Blunt; ۸ اوت ۱۹۲۳ – ۸ اوت ۲۰۰۳) فرد نظامی اهل بریتانیا بود. وی همچنین برندهٔ جوایزی همچون مدال جورج شده‌است.